# کلمنته روسو
کلمنته روسو (انگلیسی: Clemente Russo؛ زادهٔ ۲۷ ژوئیهٔ ۱۹۸۲) بوکسور اهل ایتالیا است.